# Skaftlånke
Skaftlånke (Callitriche brutia) är en grobladsväxtart som beskrevs av Vincenzo Petagna. Enligt Catalogue of Life ingår Skaftlånke i släktet lånkar och familjen grobladsväxter, men enligt Dyntaxa är tillhörigheten istället släktet lånkar och familjen grobladsväxter. Arten har ej påträffats i Sverige.

## Underarter
Arten delas in i följande underarter:
- C. b. brutia
- C. b. hamulata

## Bildgalleri

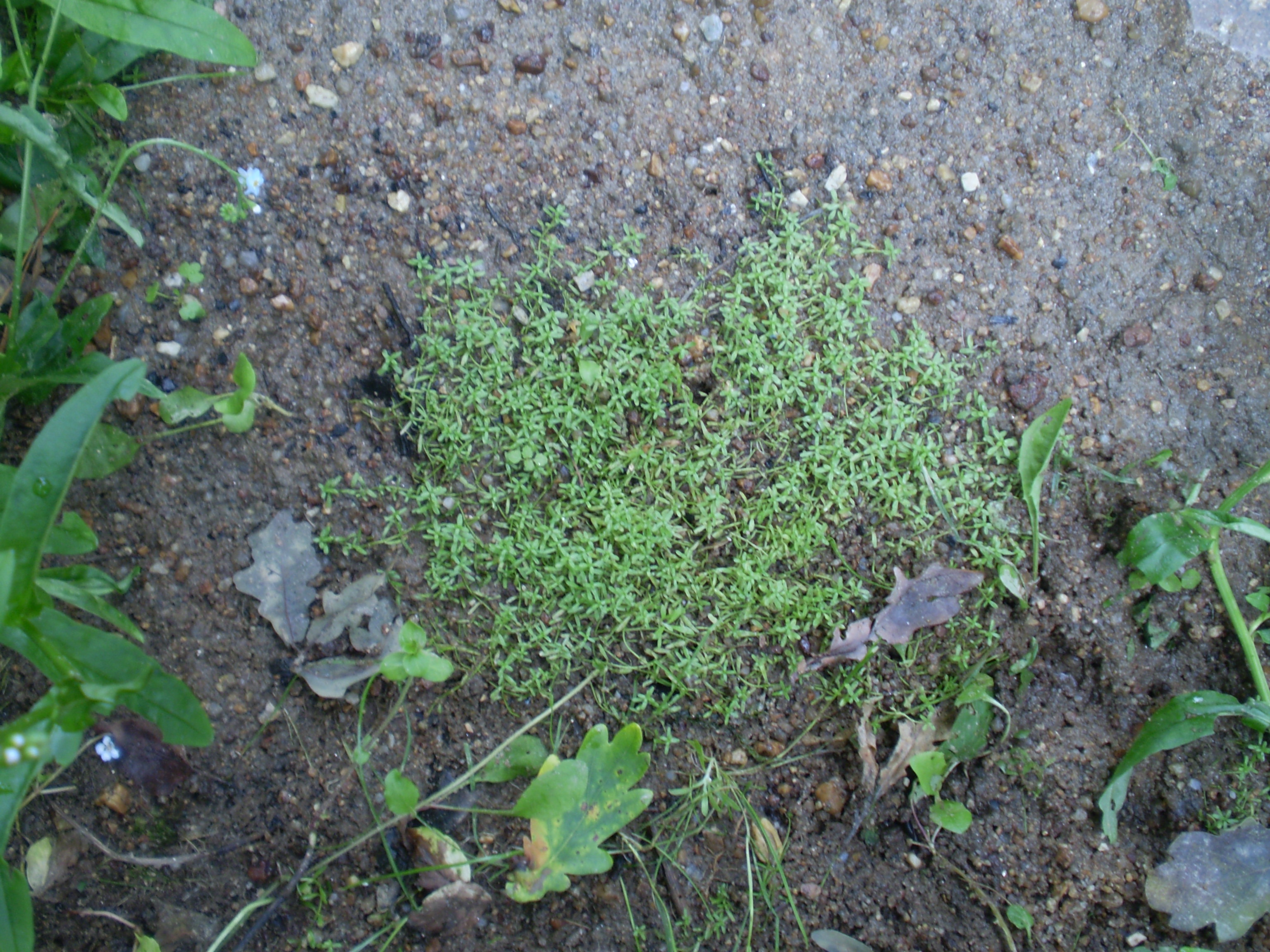
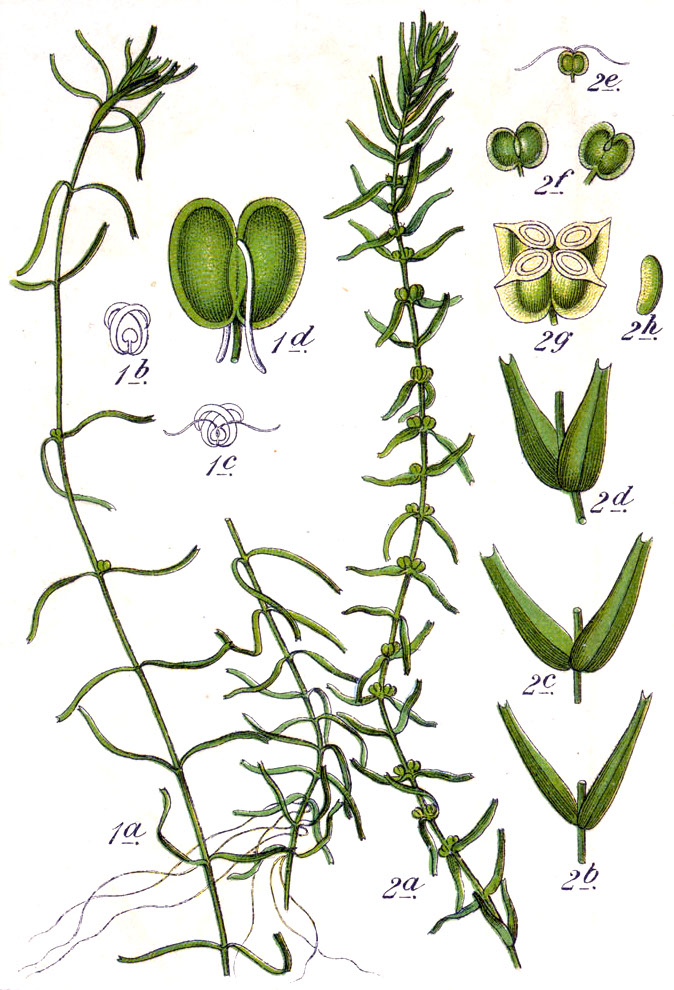
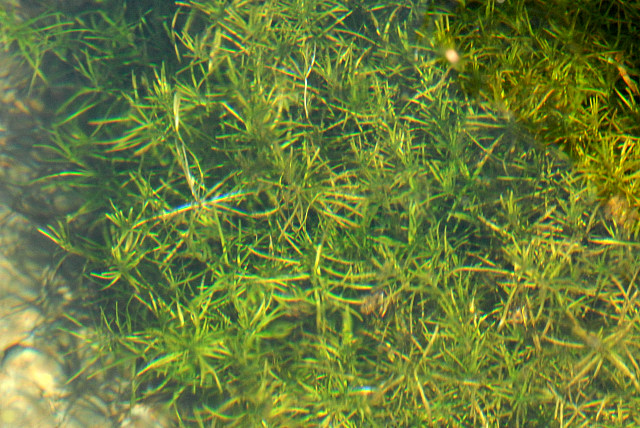
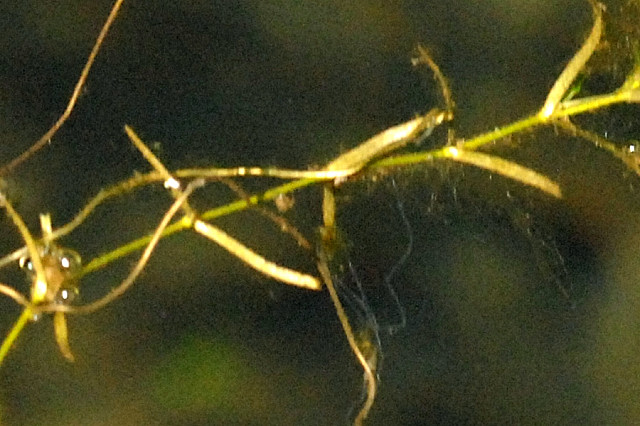